# Palpimanus schmitzi
Espèce
Palpimanus schmitzi est une espèce d'araignées aranéomorphes de la famille des Palpimanidae.

## Distribution
Cette espèce se rencontre en Israël et en Syrie.

## Publication originale
- Kulczyński, 1909 : Fragmenta Arachnologica. XIV, XV. Bulletin International de l'Académie des Sciences de Cracovie, vol. 1909, p. 667-687.